# Антоніс Йоргаллідіс
Антоніс Йоргаллідіс (грец. Αντώνης Γιωργαλλίδης, нар. 30 січня 1982, Ларнака) — кіпрський футболіст, воротар клубу АЕК (Ларнака).
Виступав, зокрема, за клуби «Анортосіс» та «Омонія», а також національну збірну Кіпру.
Триразовий чемпіон Кіпру. Чотириразовий володар Кубка Кіпру.

## Клубна кар'єра
У дорослому футболі дебютував 1999 року виступами за команду клубу «Анортосіс», в якій провів сім сезонів, взявши участь у 62 матчах чемпіонату. 
Своєю грою за цю команду привернув увагу представників тренерського штабу клубу «Омонія», до складу якого приєднався 2006 року. Відіграв за нікосійську команду наступні шість сезонів своєї ігрової кар'єри. Більшість часу, проведеного у складі «Омонії», був основним голкіпером команди.
Згодом з 2012 по 2016 рік грав у складі команд клубів «Алкі», «Платаніас» та «Омонія».
До складу клубу АЕК (Ларнака) приєднався 2016 року.

## Виступи за збірну
У 2005 році дебютував в офіційних матчах у складі національної збірної Кіпру. Наразі провів у формі головної команди країни 62 матчі.

## Титули і досягнення
- Чемпіон Кіпру (3):

«Анортосіс»: 1999-2000, 2004-05
«Омонія»:  2009-10
- Володар Кубка Кіпру (5):

«Анортосіс»: 2001-02, 2002-03
«Омонія»: 2010-11, 2011-12
АЕК: 2017-18
- Володар Суперкубка Кіпру (1):

«Омонія»: 2010